# John Wilkes
Se procura o ator que assassinou o presidente norte-americano Abraham Lincoln, veja John Wilkes Booth.

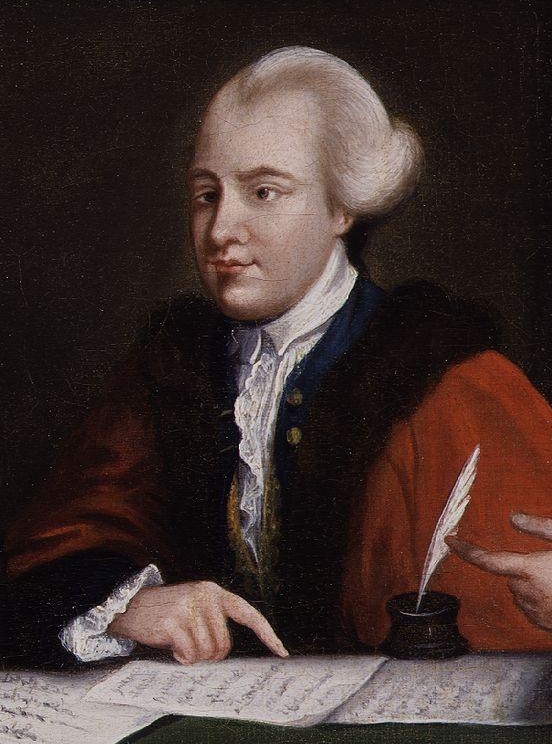
John Wilkes retratado numa pintura de Richard Houston (detalhe).

John Wilkes (17 de outubro de 1725 — 26 de dezembro de 1797) foi um jornalista e político radical inglês que se notabilizou pela sua defesa do direito dos eleitores determinarem os seus representantes na Casa dos Comuns britânica e por ter obtido, em 1771, o direito dos editores e jornalistas poderem publicar verbatim as intervenções proferidas durante os debates parlamentares.

## Duelista
A sua retórica resultaria em vários duelos. Em 1762, Wilkes duelou William Talbot, Lorde Intendente e adepto de John Stuart contra o qual Wilkes já se havia pronunciado. O próprio Talbot é ridicularizado por Wilkes na publicação The North Briton. O duelo nocturno, para evitar atenção judicial, é realizado por pistolas, ambos falhando. Reconciliados, deslocaram-se ambos a uma taberna para beber. Quando o assunto se tornou público, foram ambos ridicularizados, acusados de encenar o duelo para auto-promoção.
Em 1763, Samuel Martin, apoiante de Jorge III, desafiou Wilkes para um duelo na sequência da edição 45 do North Briton. Martin atingiu Wilkes na barriga, levando a uma dolorosa recuperação. A pistola de Wilkes, emprestada de Martin, mal-funcionou, o que levaria a especulações de sabotagem.